# Masuda Toshio
Masuda Toshio (増田 俊郎) là một nhà soạn nhạc người Nhật Bản. Ông sinh ngày 28 tháng 10 năm 1959, sinh sống tại Tokyo. Ông chuyên soạn nhạc cho các chương trình truyền hình, đặc biệt là phim hoạt hình, trong đó nổi bật nhất có bộ anime Naruto.

## Hoạt động

### Các chương trình truyền hình
- Fatal Fury: Legend of the Hungry Wolf (1992)
- Flint the Time Detective (1998)
- Excel Saga (1999)
- Jubei-chan: The Ninja Girl (1999)
- Hand Maid May (2000)
- Daa! Daa! Daa! (2000)
- UFO Baby (2000)
- Mahoromatic (2001)
- Puni Puni Poemy (2001)
- Animation Runner Kuromi (2001)
- Naruto (2002)
- Ai Yori Aoshi (2002)
- Nanaka 6/17 (2003),
- Jubei-chan 2 (2004)
- Mushishi (2005)
- Ghost Hunt (2006)
- Otogi-Jūshi Akazukin (2006)
- Kamisama Kiss (2013)
- Ninja Girl & Samurai Master (2016)